# Libvirt
libvirt est une bibliothèque, une API, un daemon et des outils en logiciel libre de gestion de la virtualisation. Elle est notamment utilisée par KVM, Xen, VMware ESX, QEMU et d'autres solutions de virtualisation. Elle est notamment utilisée par la couche d'orchestration des hyperviseurs.

## Descriptif

libvirt prend en charge plusieurs hyperviseurs et est soutenu par plusieurs orchestrateurs

libvirt lui-même est une bibliothèque C, mais a des connecteurs avec d'autres langues, notamment en Python, Perl, OCaml, Ruby, Java, JavaScript (via Node.js) et PHP. libvirt, pour ces autres langages de programmation, est composé de wrappers autour de class/package appelé libvirtmod. La mise en œuvre de libvirtmod est étroitement associée à son homologue en C / C ++ dans la syntaxe et la fonctionnalité.

### Hyperviseurs supportés
- LXC – système léger de conteneur Linux
- OpenVZ – système léger de conteneur Linux
- Kernel-based Virtual Machine/QEMU (KVM) – hyperviseur open source pour Linux et SmartOS[2]
- Xen – hyperviseur Bare-Metal
- User_Mode_Linux (UML) paravirtualisation noyau
- VirtualBox – hyperviseur Oracle (anciennement Sun) pour Windows, Linux, Mac OS X, et Solaris
- VMware ESX et GSX – hyperviseurs pour le matériel Intel
- VMware Workstation et Player – hyperviseurs pour Windows et Linux
- Hyper-V – hyperviseur Microsoft pour Windows
- PowerVM – hyperviseur IBM pour AIX, Linux et IBM i
- Parallels Workstation – hyperviseur Parallels IP Holdings GmbH pour Mac
- Bhyve – hyperviseur pour FreeBSD 10+[3] (support ajouté avec Libvirt 1.2.2).